# Arthur Egerton (Organist)
Arthur Henry Egerton (* 1891 in Montreal; † 10. Dezember 1957 in Hemmingford/Québec) war ein kanadischer Organist, Chorleiter, Komponist und Musikpädagoge.

## Leben
Egerton studierte Orgel am McGill-Conservatory in Montreal bei Percival J. Illsley und Lynnwood Farnam. Als Empfänger eines Lord-Strathcona-Stipendiums setzte er seine Ausbildung am Royal Conservatory of Music u. a. bei Walter Alcock und Walter Parratt fort. Nach seiner Rückkehr nach Montreal wurde er 1913 Nachfolger von Farnam als Organist und Chorleiter an der Christ Church Cathedral und unterrichtete Orgel und Musiktheorie am McGill Conservatory.
In Winnipeg wirkte er ab 1922 als Organist und Chorleiter an der All Saints Anglican Church und der Grace United Church und ab 1926 als Dirigent der Winnipeg Choral and Orchestral Society. 1927 ging er in die USA, wo er bis 1937 das Musikdepartment am Wells College in  Aurora/New York leitete und bis 1929 Organist an der St Paul's Episcopal Church in Duluth/Minnesota war. Danach hatte er in Kanada Stellen als Organist und Chorleiter an mehreren weiteren Kirchen inne.
Egerton komponierte Anthems und Orgelwerke.